# Tungag
Le tungag est une langue austronésienne, faisant partie des langues de Nouvelle-Irlande, plus précisément du groupement des langues Lavongai-Nalik. D'après le recensement de 2011, elle est parlée par environ 30 000 locuteurs, principalement sur l'île de Nouvelle-Hanovre (également appelée Lavongai) ainsi que sur les îles voisines, en particulier Tingwon et les îles occidentales de la lagune de Kavieng. Le mot tungag (parfois orthographié tungak) signifie "mon frère", et la langue est parfois également appelée : dang (terme qui veut dire "parler"), ainsi que encore lavangai, lavongai ou lovangai (suivant des orthographes différentes du nom de l'île principale).
Les locuteurs du tungag sont souvent également locuteurs du tok pisin, et certains parlent anglais.